# 六姓
六姓，是中国人的一个数字姓。
關於六姓的起源，周朝有諸侯國六國，位於今安徽省六安縣北部一帶，為皋陶之後，後裔以國為氏。有種說法是明朝初年方孝孺因為在靖難之役後，不肯投降明成祖而遭滅十族，其方姓族人中有人便改為六姓，以避此禍。清代有满族官员名叫六十七。